# Замок Лембек
Замок Лембек (нем.  Schloss Lembeck) — окруженный рвом замок, расположенный к югу от одноименного района немецкого города Дорстен (федеральная земля Северный Рейн-Вестфалия).

Название замка происходит от нижненемецких слов «lehm» — липкий, скользкий и «beke» — ручей, что намекает на факт расположения замка посреди болота.

## История

### Владельцы замка
Первое упоминание о замке датировано 1177 годом. В этом документе указывается, что владельцем замка является рыцарь Адольф фон Лембек, являвшийся министериалом мюнстерского епископа. К 1526 году в роду Лембек не осталось ни одного представителя мужского пола и замок переходит во владение Бернарда I фон Вестерхольта — мужа Иоанны, дочери последнего владельца замка из рода Лембек Берта. Бернард I фон Вестерхольт был доверенным лицом мюнстерского епископа Франца фон Вальдека и командующим епископской кавалерией, принимал активное участие в подавлении Мюнстерской коммуны и изгнании анабаптистов.

26 августа 1554 года Бернард I фон Вестерхольт скончался и замок перешел по наследству его сыну Бернарду II, который продолжил родовую традицию службы мюнстерскому епископу. Во время Восьмидесятилетней войны Бернард II, а впоследствии его сын Матиас, делали все возможное для сохранения своей вотчины и недопущения её разорения. Матиас имел хорошую репутацию среди местного дворянства и вместе с дворянами из родов фон Расфельд и фон Гален сыграл важную роль в предотвращении оккупации Мюнстерского князь-епископства испанскими войсками. Еще при жизни больной Матиас фон Вестерхольт передал замок Лембек своему брату Иоганну.

Последствия Восьмидесятилетней войны пагубно сказались на благополучии владельцев замка Лембек и для погашения долгов Иоганн фон Вестерхольт был вынужден продать замок в 1631 году своему родственнику из голландской ветви Вестерхольтов Бернарду фон Вестерхольт-Хакфурту. Во время Тридцатилетней войны Бернард фон Вестерхольт-Хакфурт сражался на стороне Католической лиги, где дослужился до чина полковника. В 1633 году император Фердинанд II за заслуги присвоил ему титул фрайхерра, но эта новость застигла Бернарда не в замке Лембек, а в его фамильном имении в Хазелюнне, куда он вынужден был бежать под давлением превосходящих сил ландграфа Гессен-Касселя Вильгельма V, ставшего на сторону своего родственника, короля Швеции Густава II Адольфа. Теперь с февраля 1633 года в замке Лембек проживал генерал Петер Меландер фон Хольцаппель, организовавший там свой штаб. Сам же Бернард фон Вестерхольт-Хакфурт скончался в изгнании 19 ноября 1638 года.

Только в 1641 году его сыну Бурхарду удалось вернуть замок Лембек в своё владение. Его сын Адольф Дитрих Конрад в 1700 году получил титул имперского графа. Он умер в 1702 году, не оставив потомков мужского пола. Его дочь Мария Жозефа Анна в 1708 году вышла замуж за дроста из Фольбека (сейчас район Мюнстера) барона Фердинанда Дитриха фон Мервельдт-Вестервинкеля, который в 1726 году получил титул имперского графа. Во владении этого семейства замок Лембек находится и по сей день. Сегодняшние владельцы замка — граф Фердинанд фон Мервельдт и его жена Екатерина.

### История строительства и использования
В документе XII века замок Лембек упоминается как мотт на болоте. В 1390 году был построен епископский дом, в котором принимали мюнстерского епископа. В XV веке замок расширяется и строится западная угловая башня с часовней.

В 1490 году старый господский дом был снесен, а анна его месте в 1674—1692 годах был построен новый в барочном стиле. В 1741 году были построены нынешние башни и вальмовая крыша господского дома.

В XVIII веке замковый ансамбль подвергается новой перестройке, которой руководит мюнстерский архитектор Иоганн Конрад Шлаун. В 1829 году была снесена полуразрушенная башня с часовней, а в 1831—1833 годах на её месте была возведена новая. В 1887 году замок пострадал от пожара, сгорела конюшня и одна из четырех башен внешнего замка.

Во время второй мировой войны замок серьезно пострадал от бомбардировок британской авиации, а затем от вандализма союзнических войск. После восстановительных работ в 1954 году тогдашняя владелица замка баронесса Мария Жозефа фон Твикель, урожденная фон Мервельдт, открыла замок для общественного использования.

В 1960-х-70-х годах в замке проводились обширные ремонтные и реставрационные работы. Сейчас в замке функционируют отель, ресторан, музей, в котором выставлены фламандские гобелены, китайский фарфор, картины, мебель в стиле рококо и ампир, в бальном зале замка регулярно проводятся концерты, а в часовне замка — венчания.

## Описание

### Внешний замок
Прямоугольное в плане одноэтажное сооружение с длиной фасада 110 м, двухэтажной въездной башней, построенное в 1692 году.

### Господский дом
Построенное в 1679 году трехэтажное здание под вальмовой крышей, порталом из песчаника и угловыми башнями с грушевидными куполами имеет длину 94 м. С западной стороны имеется крыльцо с 14-ю ступенями, выходящее на террасу XIX века.

### Башня с часовней
Башня в неоготическом стиле расположена в северо-западном углу усадьбы.

### Парк
В 1674—1692 с западной стороны замка был разбит парк во французском стиле. В XX веке парк был переделан в английском иррегулярном стиле.